# Велика гільдія (Таллінн)
Велика гільдія — купецька гільдія, створена в Таллінні 1325 року, проіснувала до 1920 року.

## Історія
Велика гільдія об'єднувала лише купців Нижнього міста. Від початку була світською організацією, тому не мала свого покровителя-святого, на відміну від інших гільдій. Мала свій герб та статут. Для вступу до гільдії кандидат мав:
1. Бути багатим, мати свій будинок, справу і бути одруженим.
2. Заплатити вступний внесок.
3. Заручитися порукою двох чинних членів гільдії.

Тільки члени Великої гільдії у Нижньому місті мали право носити золоті ланцюжки, одяг із оксамиту, парчі та хутра.

## Гільдійний будинок
Гільдія збудувала свою будівлю в 1407—1410 роках на вулиці Пікк (будинок 17), центральній у середньовічному Нижньому місті. Ділянку під будівництво придбала навесні 1406, купивши будинок покійного бургомістра Шотельмунда. Становище Великої гільдії було на той час панівним, оскільки магістрат складався з багатих купців, тому гільдія легко отримала дозвіл знести куплений будинок. Частково на його фундаменті зведено будівлю гільдії, яка розтяглася на всю вузьку ділянку від вулиці Пікк до вулиці Лай, захопивши територію колишнього двору та господарських будівель попереднього господаря, що й досі видно у підвалі будівлі з її фундаменту. Тоді ж перед будівлею облаштували невелику трикутну площу.
Керував будівництвом, ймовірно, майстер Герке. Головний фасад зі щипцем, що виходить на вулицю, переважно зберіг свій первісний вигляд.
Будівля Великої гільдії — одноповерхова споруда з потужним двосхилим дахом, фасад її (завширшки 16,8 м, заввишки — 20,5 м) з високим щипцем дещо відсунутий від червоної лінії вулиці. Фасад будівлі зберігся у первісному вигляді. Щипець прикрашений чотирма стрілчастими нішами, в середніх розташовані товарні люки, і чотирилопатевими нішами, всередині яких зображено малий герб Таллінна, який є і гербом гільдії. Тільки вікна перероблено наприкінці XIX століття на стрілчасті, як і в багатьох будівель у Старому місті. На гребені даху стоїть дата закінчення будівництва — 1410 рік. Велика зала гільдії зберегла свій готичний стиль XV століття.
На стулках дверей гарні мідні розетки. Калатала у вигляді левових голів відлив 1430 року майстер Мертен Зейферт, на правому молотку зберігся латинський напис anno-domini-millesimo-ccccxxx-o-rex-glorie-xpe-veni-in-pace (у рік господній тисяча 430, славний король Христос, прийди з миром). На лівому молотку напис нижньонімецькою мовою: got-d'-ghebenediet-al-dat-hus-is-vnde-noch-kommensal (хай благословить господь усіх, хто в цьому домі і хто прийде сюди).
1413 року збудовано додаткові приміщення: над аркою на вулиці Пікк — акцизна камера, над арками на вулиці Лай — камера нареченої та інші. У гільдійному будинку, за звичаєм, не тільки проводили церемонії та святкування, а й справляли весілля і зазвичай першу ніч молодята теж проводили тут.
Складний двоступінчастий портал з простим скромним імпостом, розташований асиметрично до осі фасаду, слідує формі порталу таллінської ратуші. Ґанок, розташований перед головним порталом, розібрано, а фрагмент рельєфу з трояндою, що його прикрашав, використано як консоль для ліхтаря над порталом. Спочатку вікна були прямокутними, їхня нинішня стрілчаста форма належить до 2-ї половини XIX століття.
Нині в приміщеннях гільдійного будинку розміщуються експозиції Історичного музею Естонії: виставка монет та засобів платежу різних епох, виставка зброї та обладунків, експозиція «Душа речі», присвячена незвичайним старовинним предметам побуту. У будівлі Великої гільдії щодня демонструються документальні фільми про історію Естонії та її столиці, про купецькі корпорації, побут купецтва, проводяться інтерактивні вікторини та ігри.